# Claas
La Claas KGaA mbH è un'azienda produttrice di macchine agricole tedesca, fondata da Franz Claas nel 1913 a Harsewinkel, in Vestfalia. Gli inizi sono incentrati sulla produzione di macchine per la fienagione con rilegatrici, mietitrebbiatrici e trincie, arrivando a produrre attrezzi per la fienagione come le presse e ad oggi con i trattori. Oggi è uno dei maggiori produttori mondiali di macchine semoventi.

## Storia

### Inizi e nuovo inizio dopo la Grande Guerra
Franz Claas gestiva un'azienda agricola di 12,5 ettari di terreno e pascolo a Clarholz, in Westfalia dove è nato.
Molto presto Franz dimostra una vera passione per la meccanica, a dodici anni realizza un tornio artigianale, delle fresatrici e a quattordici anni mette a punto una piccola trebbiatrice a mano.
Nel 1880 Franz Claas costruisce una piccola officina nella sua fattoria e si lancia nella produzione di macchine agricole.
Nel 1887 mette a punto la sua prima creazione, una scrematrice centrifuga, e fonda la Centrifugenfabrik Franz Claas con sede a Clarholz. Si lancia nella produzione di grandi trebbiatrici a mano e si interessa alla meccanizzazione della raccolta delle patate. Aiutato dai suoi figli realizza nel 1891 la prima falciatrice, prodotta in 600 esemplari.
Nel 1900 deposita il brevetto di una mietitrice e nel 1907 costruisce la sua prima legatrice di paglia, soprannominata Libbethken. Durante la prima guerra mondiale si sposta a Harsewinkel, dove finita la guerra realizza una nuova officina con i figli. Il figlio August nel 1914 fonda una nuova officina Gebruder Claas.
Successivamente cambia nome in Claas e la prima produzione fu una rilegatrice per paglia nel 1919, quando si spostarono a Harsewinkel. Venne brevettata solo nel 1921 e successivamente venduta in tutta la Germania.
Dal 1930 inizia lo sviluppo della prima mietitrebbia semovente, particolarmente adatta per le specifiche condizioni di mietitura in Europa.
Nel 1934 Claas lanciò la prima imballatrice, venduta in più di 1.000 esemplari, nel 1936 vede la luce la prima mietitrebbia trainata a marchio Claas.
Nel 1937 Claas inizia la produzione della prima mietitrebbia trainata.

### La Mäh-Dresch-Binder

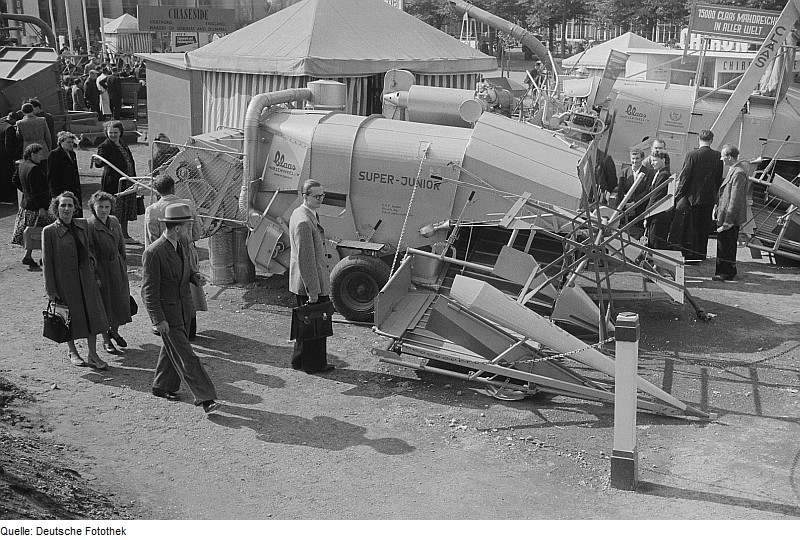
Mähdrescher Typ Super-Junior alla fiera autunnale di Lipsia 1954

### La prima Mietitrebbia motorizzata

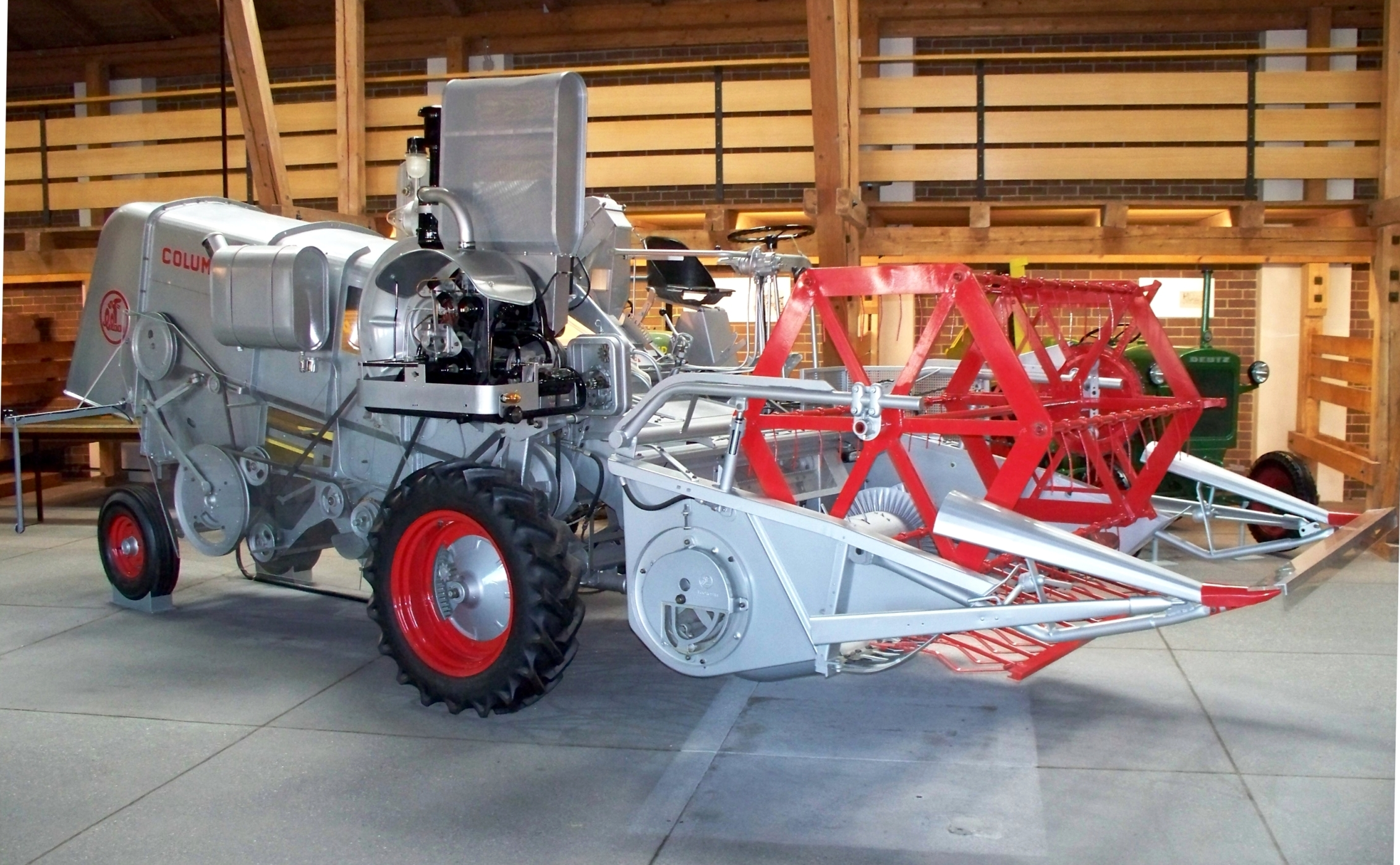
Claas Columbus del 1961 presso il Deutsches Museum, München

Nel 1946 vede la luce la prima mietitrebbia semovente, la Claas Columbus, e nel 1952 viene lanciata la Claas Europa.

### Produzione di trattori

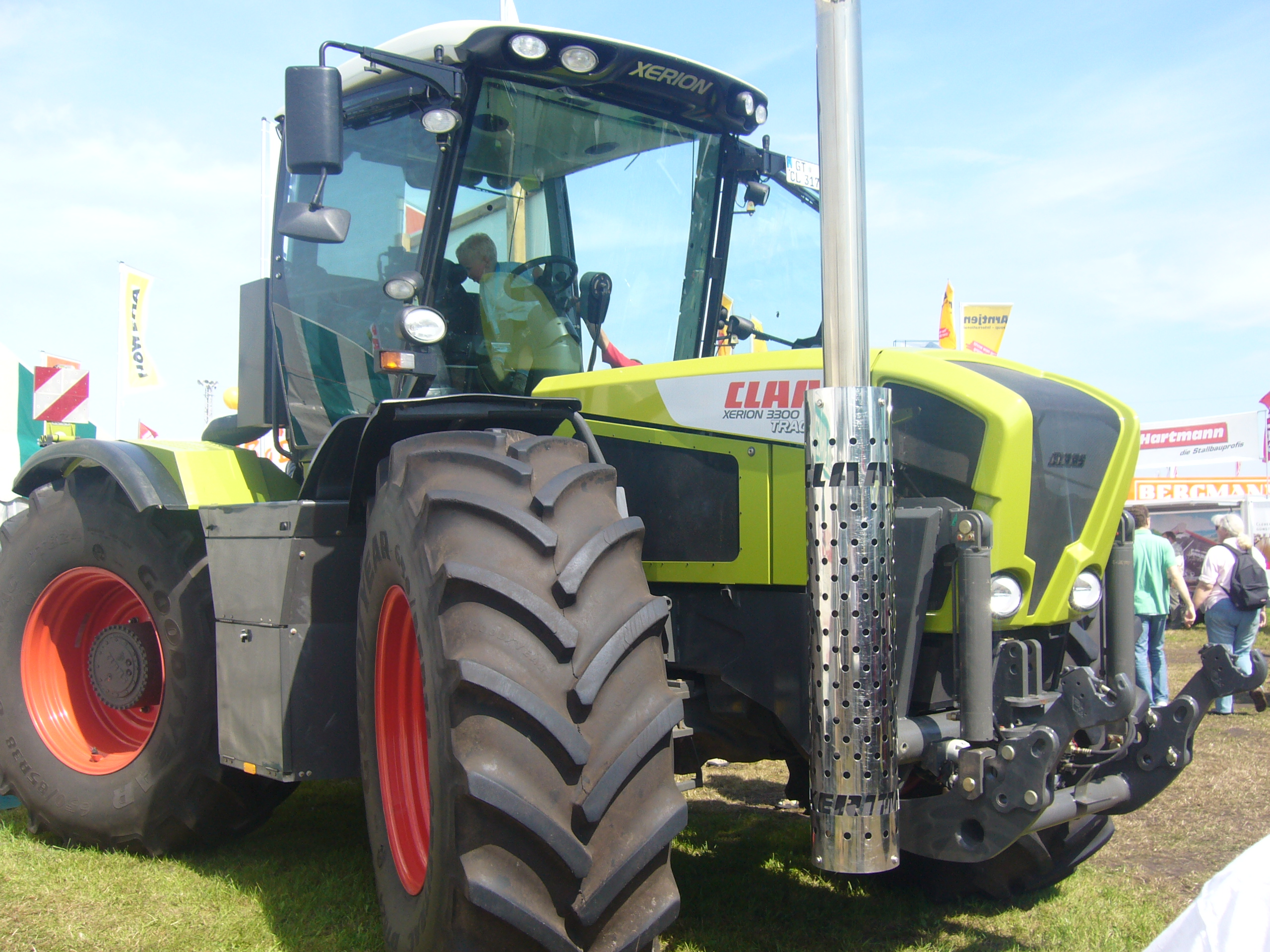
Il primo trattore Claas: lo Xerion

Nel 1962 viene prodotta una nuova versione di imballatrice nel nuovo stabilimento di Metz, in Francia. Nel 1963 vede la luce la nuova mietitrebbia Claas Matador.
Nel 1969 Claas entra nel settore attrezzi per fienagione, acquistando la Josef Bautz Agri-Cultural Machinary Factory e la Speiser. Nel 1971 inizia lo sviluppo di una mietitrebbiatrice per la canna da zucchero.
Verso la fine degli anni Sessanta nascono le nuove mietitrebbie Claas Comet, Cosmos, Corsar e Consul (1967-68) Nei primi anni del Settanta nascono le nuove mietitrebbie Claas Protector, Mercator e Senator, era il 1972. Nel 1973 viene presentata la prima trinciacaricatrice semovente realizzata dall'impresa Hanneforth di Steinhagen-Brockhagen chiamata Imperatore equipaggiata con un motore da 120CV e due spannocchiatori. Grazie al suo successo Claas, in accordo con Henneforth, venne costruita in serie ribattezzandola con il nome di Jaguar 60SF.

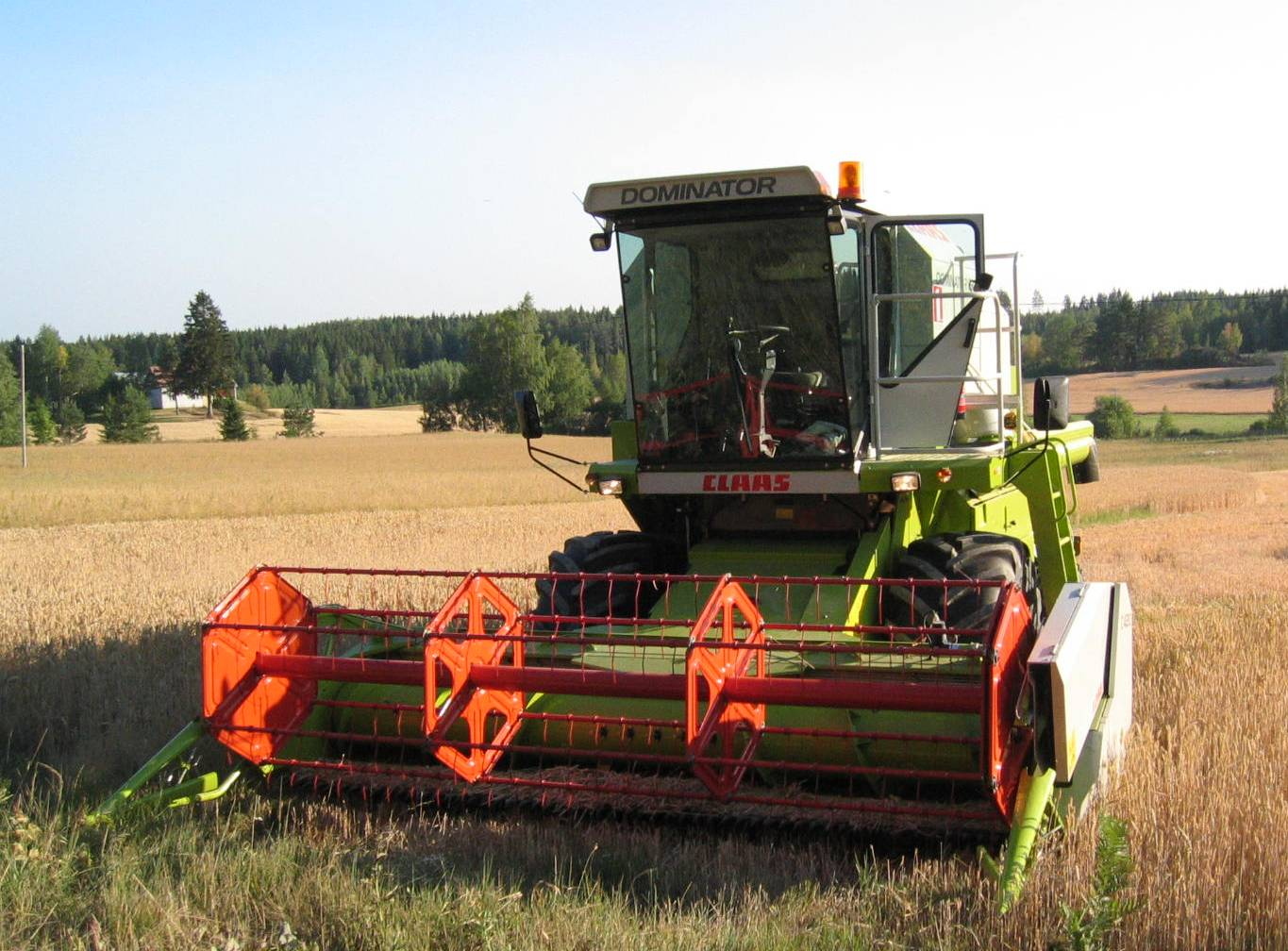
Claas Dominator

Nel 1975 viene presentata l'evoluzione della trinciacaricatrice, la Jaguar 80SF equipaggiata con un motore da 213CV e con un tamburo trinciante più largo, per aumentare la qualità dell'insilato. L'anno seguente, nel 1976, viene presentata la nuova Jaguar 70SF disponibile con un motore da 150 o 175CV costruita fino al 1984. Nello stesso anno viene presentata la prima rotopressa imballatrice Rollant.
Nel 1978 nasce la nuova serie di mietitrebbia Claas Dominator, la prima versione con motori Perkins da 4 a 6 cilindri e due versioni con motore MB a 6 cilindri turbo con potenze da 80 a 170CV con la possibilità di raggiungere i 205CV.
Nel 1983 viene lanciata la nuova serie trinciacaricatrice semovente Jaguar 600 da 290CV. Le 6.800 macchine costruite finora fanno di Claas l'azienda leader sul mercato, con oltre il 50% del mercato europeo.
Nel 1987 viene lanciata la nuova serie di mietitrebbie Claas Dominator S, tutte dotate di motore Perkins da 4 a 6 cilindri sviluppante una potenza da 75 a 105CV. Nel 1988 viene lanciata la prima pressa imballatrice per balle quadrate, Quadrant.
Nel 1992 viene costruita il nuovo stabilimento a Beelen, Westphalia. L'anno successivo viene lanciata la nuova serie di trinciacaricatrice Claas Jaguar 800, nel 1994 Claas vende la 10.000° trincia Jaguar, per l'occasione viene realizzata una macchina speciale.
Nel 1994 inizia lo sviluppo del sistema d'informazione elettronico per l'agricoltura a base satellitare chiamato AgroCom.

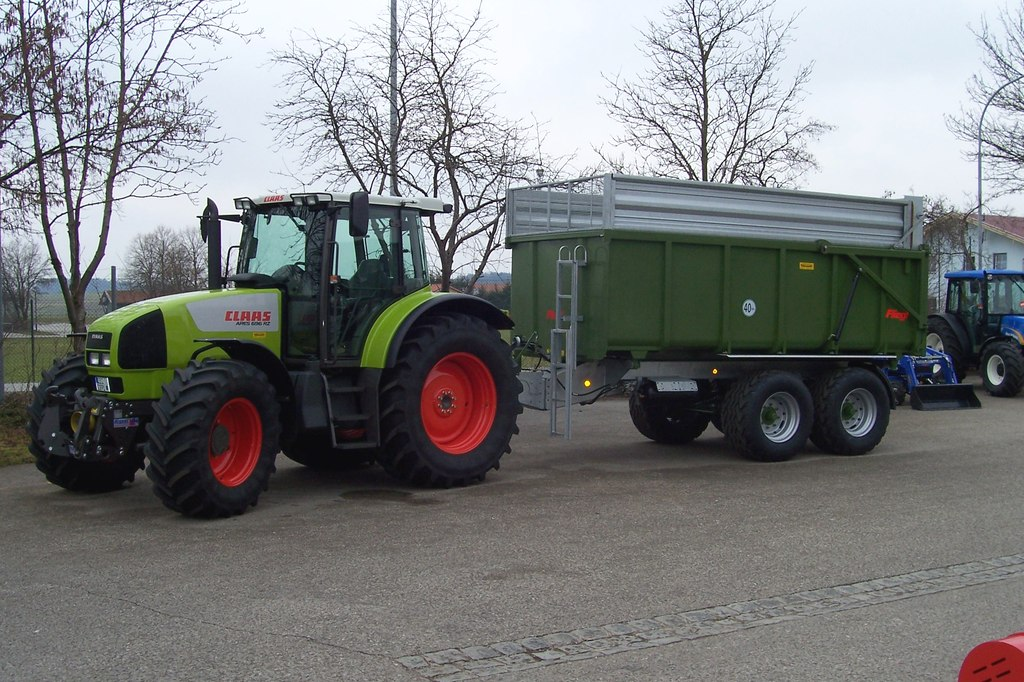
Claas Ares 696RZ

Nel 1995 viene presentata la mietitrebbia serie Lexion, la più potente mietitrebbia al Mondo, capace di raccogliere oltre 40 tonnellate di grano in un'ora. Nello stesso anno Claas acquista uno stabilimento a Törökszentmiklos, in Ungheria. L'anno successivo viene premiata la Lexion come la mietitrebbia dell'anno.
Nel 1998 viene presentata la nuova serie di mietitrebbie Claas Dominator VX equipaggiate con motori a 6 cilindri Perkins e MB sviluppanti potenze da 160 a 220CV con una barra di taglio di 450 – 510 cm.
Nel 2000 viene lanciata la nuova serie di mietitrebbie Claas Medion e la nuova serie di trincie Claas Jaguar 900.
Nel 2003 Claas rileva la francese Renault Agricolture, entra così anche nel settore dei trattori agricoli. Nel 2004 Claas celebra la 20.000° Jaguar prodotta e il 1.000° trattore prodotto in occasione per la Agricultural Festival di Monaco.
Nel 2005 vengono presentati i modelli della serie Ares e Xerion.
Nel 2006 la nuova Quadrant 3400, Axion e il telescopico Scorpion.
Oggi Claas è una dei maggiori produttori di macchine agricole del Mondo, presente nei settori di mietitrebbie semoventi, trinciecaricatrici, macchine per fienagione, presse, trattori e telescopici.

## Stabilimenti produttivi

### Germania

#### Harsewinkel, Germania (mietitrebbie)

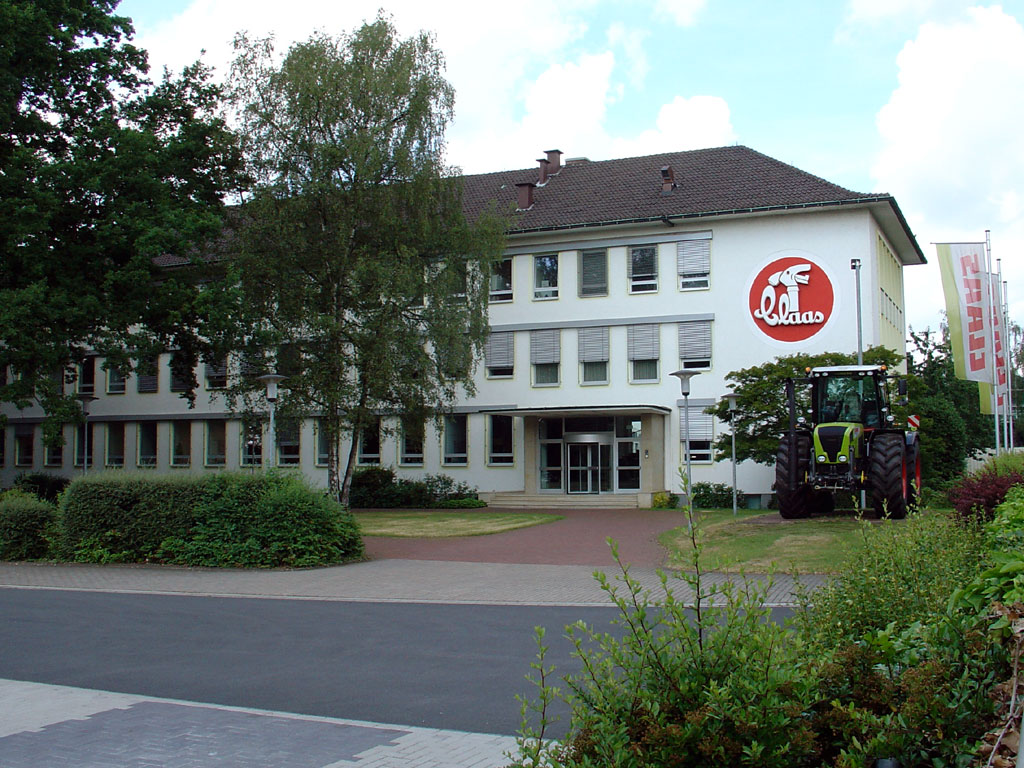
Sede della Firma Claas, davanti una Claas Xerion 3800

La fabbrica principale a Harsewinkel viene aperta nel 1919. Claas produce qui mietitrebbiatrici, foraggiatrici e il sistema Xerion. Dal 2000 al 2003 vennero prodotti solo componenti per altri stabilimenti Claas. Inoltre nella sede Harsewinkel si trova la direzione della società.

#### Bad Saulgau (componenti)

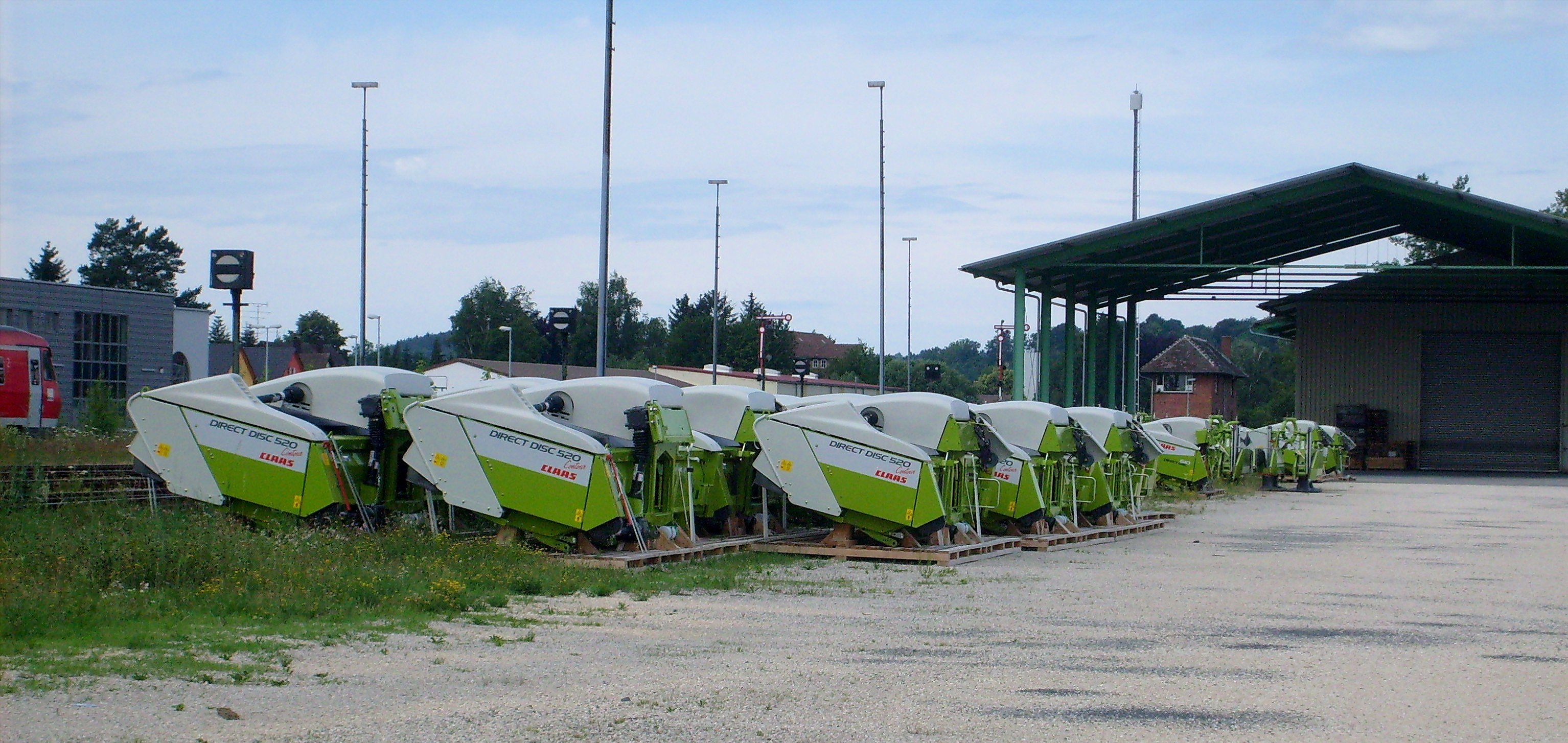
Macchine Claas sulla rampa di carico per treni merci alla Güterbahnhof di Mengen (Germania)

Claas dal 1969 acquisisce la Josef Bautz AG di Bad Saulgau, producente macchine per il foraggio. Anche la macchina per la Claas Jaguar viene qui prodotta dal 1970. Le macchine Claas da Mengen (Germania) vengono trasportate via linea ferroviaria Donautalbahn (Baden-Württemberg).

#### Hamm

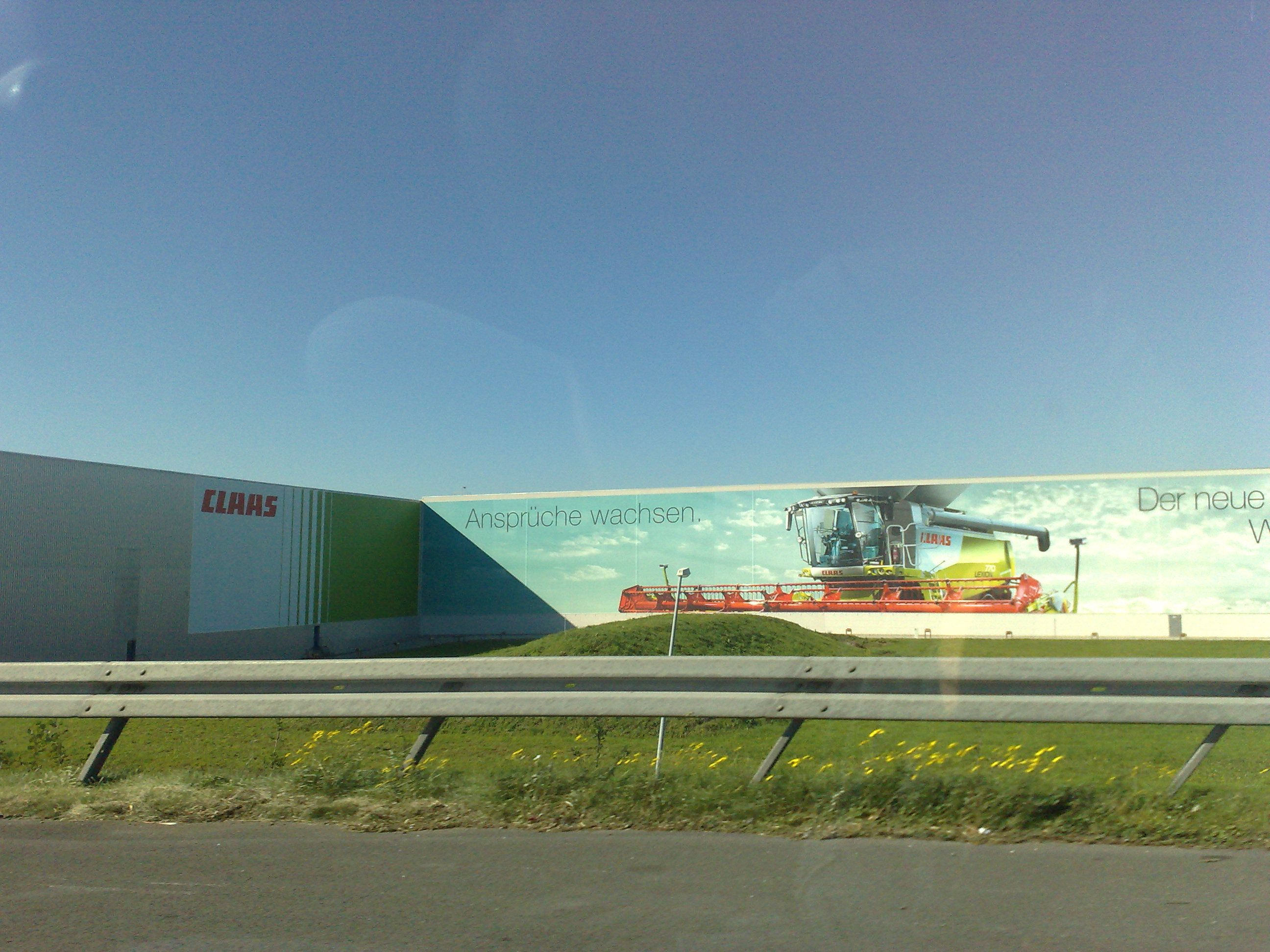
Magazzino parti di ricambio a Hamm

A Hamm-Uentrop si trova presso la Autobahn 2 dal 1999 il magazzino centrale Claas. 135.000 articoli di ricambio su 40.000 m² di superficie. Con Kühne + Nagel come partner per il trasporto ai clienti.

#### Gütersloh
Presso Gütersloh viene prodotto il Claas Agrosystems (CAS). I sistemi elettronici per le macchine Claas e per altri costruttori. Vengono inoltre prodotte le soluzioni software per le applicazioni in agricoltura. I prodotti sono terminali macchina, sterzi e telemetrie.
La società Claas Südostbayern GmbH a Töging am Inn, la Claas Nordostbayern GmbH & Co KG di Weiden in der Oberpfalz e la Claas Main-Donau GmbH & Co KG di Vohburg an der Donau sono controllate al 90% e la Claas Württemberg GmbH di Langenau all'80% dalla BayWa AG.

### Europa
Vi sono oltre ai siti produttivi qui sotto anche sei sedi societarie a Sexham (Inghilterra), Parigi (Francia), Vercelli (Italia), Buk (Polonia), Mosca (Russia) e Madrid (Spagna).

#### Metz, Francia (rotopresse)
August Claas comprò nel 1952 un ettaro di terra a Metz, con produzione di rotopresse. Dal 1958 vengono prodotte oltre 280.000 rotopresse, come la rotopressa „Quadrant“ e la „Rollant“ e „Variant“. Nel sito produttivo vi sono 400 dipendenti.

#### Törökszentmiklós, Ungheria (componenti)
Nel 1997 viene aperta una fabbrica a Törökszentmiklós, dalla azienda di stato Mezögep. Qui vengono prodotte falciatrici per trebbiatrici. Nel 2013 viene aperto un centro ricerca e sviluppo. Vengono prodotte annualmente 750 macchine, delle quali il 90% finiscono alla sede di Harsewinkel.

#### Le Mans, Francia
Sito acquisito nel 2003 da Renault Agricolture e dedito alla produzione di trattori a Le Mans. Tranne il Claas Xerion, gli altri trattori sono prodotti anche qui.

#### Krasnodar, Russia (mietitrebbie)
Nel 2005 viene aperto a Krasnodar un sito produttivo con capacità di 1.000 macchine/anno. 200 unità Claas Mega possono essere prodotte. La componentistica per la produzione viene da Harsewinkel. Esiste anche una fabbrica di trattori. Nel 2015 la capacità produttiva è raddoppiata.

#### Rovigo, Italia
Stabilimento del Gruppo Carraro in cui sono prodotti i trattori per applicazioni speciali, vigneto e frutteto.

### America
Dal 1979 in USA e dal a Sunchales, Provincia di Santa Fe, Argentina.

#### Omaha, USA
La fabbrica di Omaha nella città di Nebraska produce mietitrebbiatrici Claas dal 1999 per il mercato nordamericano. La Claas Lexion qui ha una colorazione gialla, dal fatto che vengono distribuite da Caterpillar.

### Asia

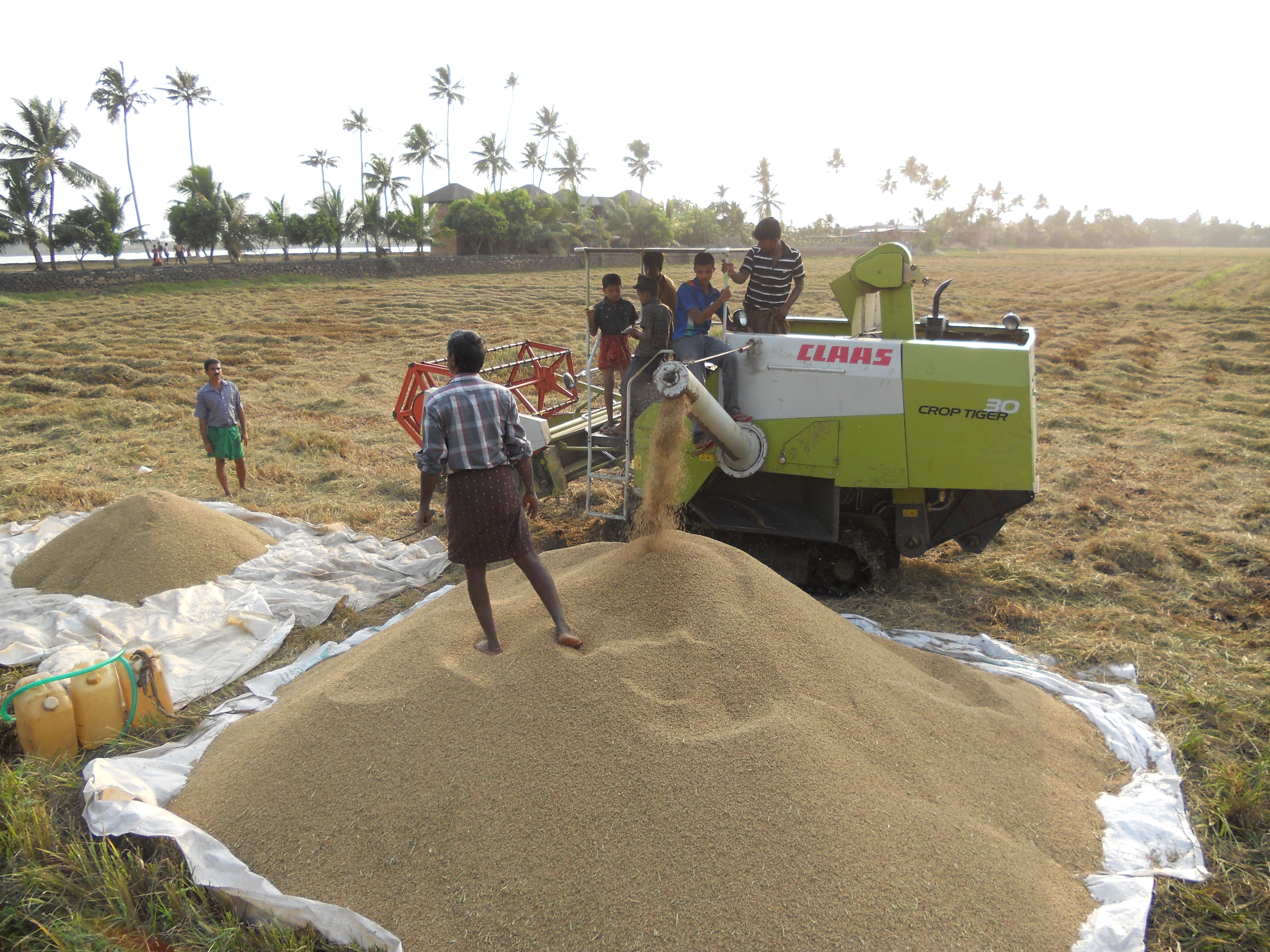
In India viene prodotta la „Crop Tiger“

Sedi a Pechino, Bangkok, Bangalore.

#### Faridabad, India
Joint-venture con Escorts dal 1992 per trebbiatrici. Dal 1995 viene qui prodotta la „Crop Tiger 30“. Dal 2002 è 100% Claas.

#### Chandigarh, India
Dal 2008 è la seconda fabbrica in India. Claas India produce a Morinda di Chandigarh. La capacità è di 900 macchine anno. La produzione principale è la „Crop Tiger 60“.

## Modelli prodotti

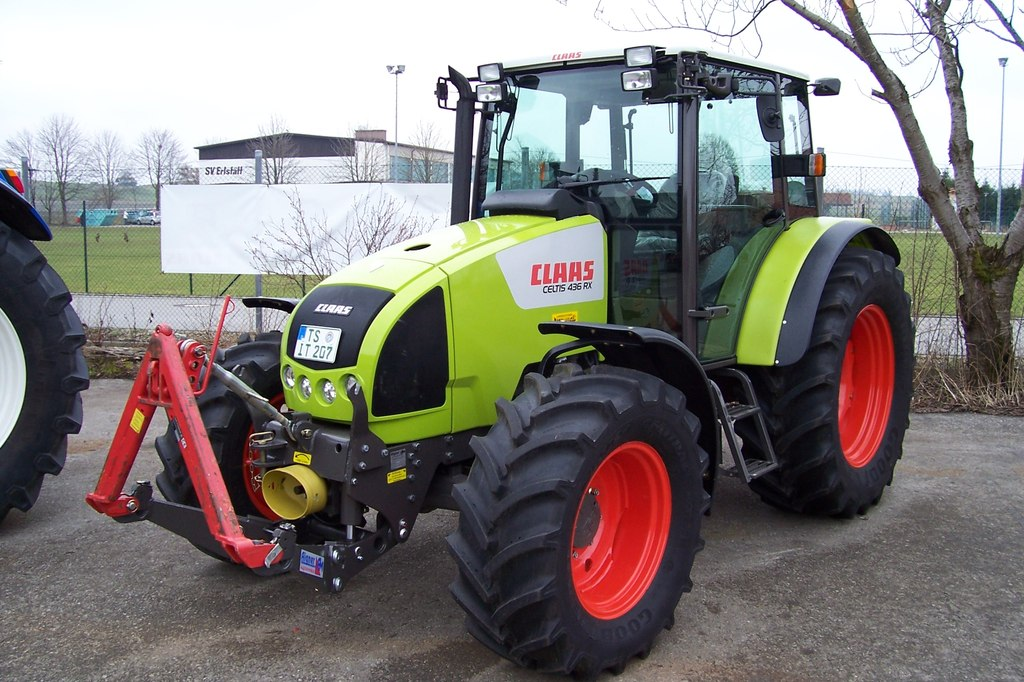
Claas Celtis 436RX

### Trattori
In Germania vengono prodotti i trattori Claas con più di 38 kW (51 PS) di potenza con una percentuale di mercato 2012 del 10,4%.

#### Axion
| Serie       | Potenza motore kW (PS) ECE R24 | Cilindri | Cilindrata in litri | Peso in kg |
| ----------- | ------------------------------ | -------- | ------------------- | ---------- |
| Serie AXION |                                |          |                     |            |
| 810         | 129 (176)                      | 6 Turbo  | 6,788               | 7148       |
| 820         | 142 (193)                      | 6 Turbo  | 6,788               | 7396       |
| 830         | 154 (209)                      | 6 Turbo  | 6,788               | 7396       |
| 840         | 154 (210)                      | 6 Turbo  | 6,788               | 7416       |
| 850         | 169 (230)                      | 6 Turbo  | 6,788               | 8098       |
| 920         | 232 (315)                      | 6 Turbo  | 8,710               | 12840      |
| 930         | 254 (345)                      | 6 Turbo  | 8,710               | 12840      |
| 940         | 276 (375)                      | 6 Turbo  | 8,710               | 13060      |
| 950         | 298 (405)                      | 6 Turbo  | 8,710               | 13060      |
| 960         | 327 (445)                      | 6 Turbo  | 8,710               | 13060      |

#### Elios
| Serie       | Potenza motore (kW (PS) ECE R24 | Cilindri | Cilindrata in litri | Peso in kg                  |
| ----------- | ------------------------------- | -------- | ------------------- | --------------------------- |
| Serie ELIOS |                                 |          |                     |                             |
| 210         | 53 (72)                         | 4 Turbo  | 3,2                 | 2965 Plattform, 3165 Kabine |
| 220         | 57 (78)                         | 4 Turbo  | 3,2                 | 2965 Plattform, 3165 Kabine |
| 230         | 65 (88)                         | 4 Turbo  | 3,2                 | 2965 Plattform, 3530 Kabine |

#### Atos
Il Claas Atos viene presentato nel 2014 all'EIMA. È sviluppato con la Serie 5 di Deutz-Fahr.
| Serie      | Potenza motore (kW (PS) ECE R24 | Cilindri | Cilindrata in litri |
| ---------- | ------------------------------- | -------- | ------------------- |
| Serie ATOS |                                 |          |                     |
| 220        | 56 (76)                         | 3 Turbo  | 2,9                 |
| 230        | 65 (88)                         | 3 Turbo  | 2,9                 |
| 240        | 71 (97)                         | 3 Turbo  | 2,9                 |
| 330        | 65 (88)                         | 4 Turbo  | 3,6                 |
| 340        | 75 (102)                        | 4 Turbo  | 3,6                 |
| 350        | 80 (109)                        | 4 Turbo  | 3,6                 |

### Mietitrebbiatrici

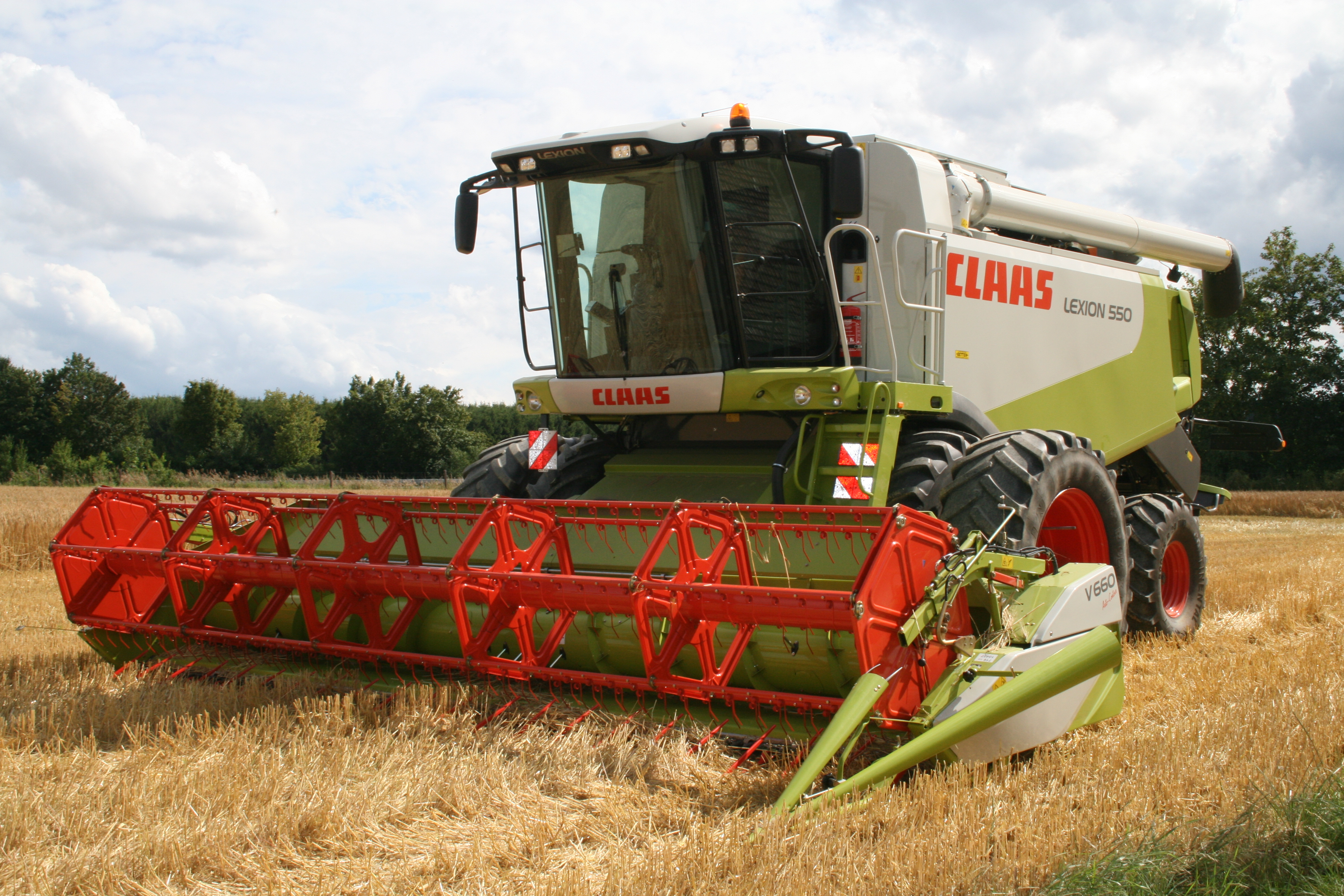
Lexion 550

Claas produce tre tipi di mietitrebbiatrici nella sede di Harsewinkel. Il modello più grande è la Lexion, che dal 1995 è alla quarta generazione. La potenza massima è di 440 kW (598 HP) e può montare pneumatici o cingoli. Con una velocità massima su strada di 40 km/h. La falciatrice ha larghezza 13,50 m e il serbatoio del mais ha volume di 12.500 litri. Il modello „Lexion 770“ ha raggiunto in Inghilterra il record in otto ore di 675 tonnellate raccolte di frumento, su 70 ettari. Con una raccolta di 84,5 t all'ora ha stabilito un record da Guinness dei primati. Record poi ampiamente battuto il 15 agosto 2014 dalla mietitrebbia New Holland CR10.90 che è riuscita a raccogliere ben 797 tonnellate di grano in 8 ore con una media di 99,7 tonnellate all'ora.
La Claas Tucano è la macchina media. Con falciatrice da 5,40 a 9,00 m e serbatoio mais fino a 9.000 litri, può raccogliere 75 litri al secondo. Il modello top à la „Tucano 470“ e „Tucano 480“, macchine ibride con falciatrice circolare Roto Plus. La Tucano è prodotta dal 2007 e nel 2013 ha superato le 10.000 unità prodotte.
Nella classe compatta Claas Avero vi sono due varianti con falciatrice da 3,71 m a 6,07 m; potenza da 116 kW (158 HP) a 151 kW (205 HP).

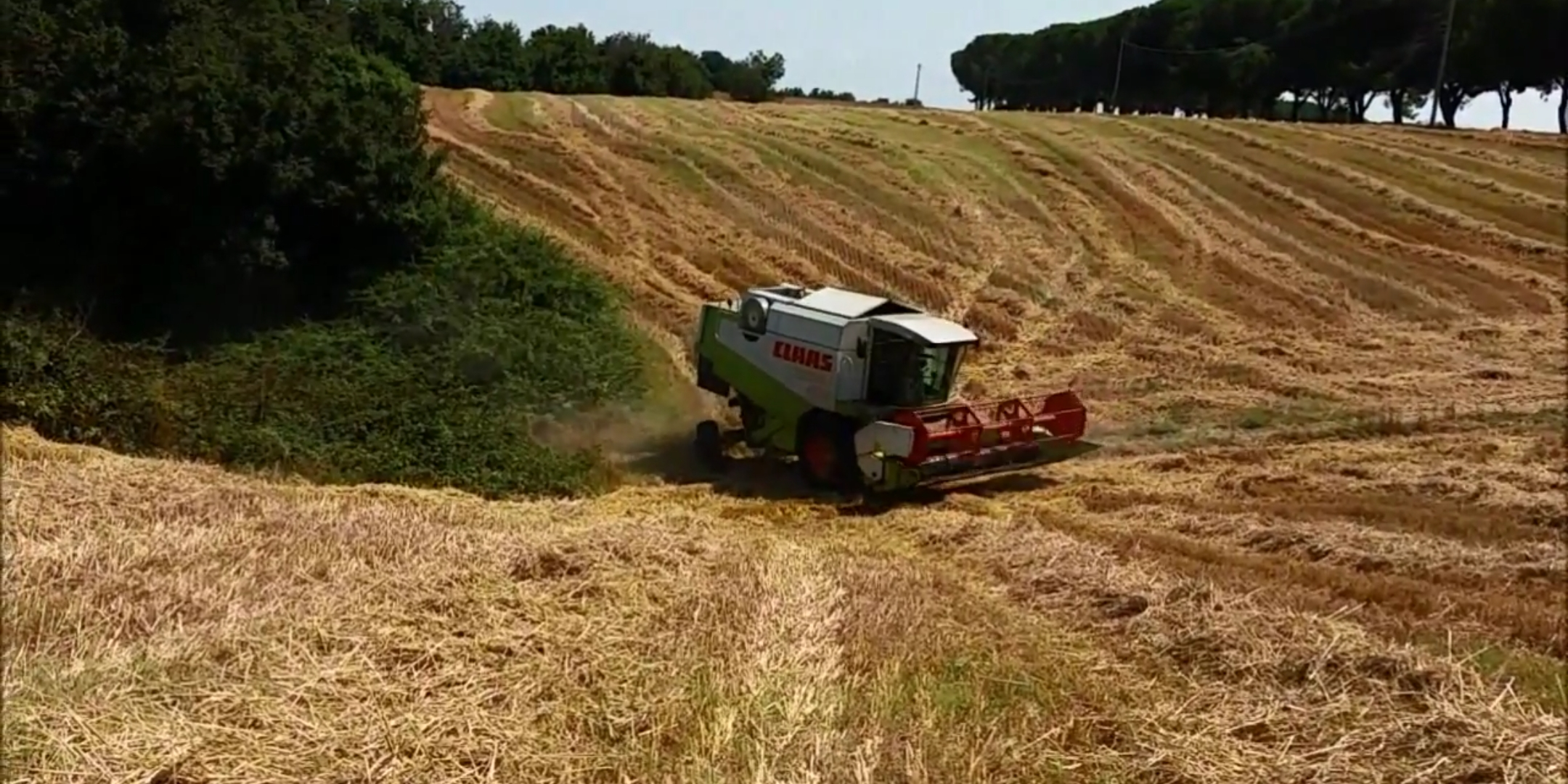
Trebbiatura grano con mietitrebbiatrice Claas 405

| Serie       | Dreschsystem      | Larghezza di lavoro m | Potenza motore in kW (PS) EWG 80/1296 | Capacità di stoccaggio mais in litri |
| ----------- | ----------------- | --------------------- | ------------------------------------- | ------------------------------------ |
| Serie AVERO |                   |                       |                                       |                                      |
| AVERO 160   | 4 Schüttler       | 3,71 bis 6,07         | 116 (158)                             | 4200                                 |
| AVERO 240   | APS + 4 Schüttler | 3,71 bis 6,68         | 146 (198)                             | 5600                                 |

### Foraggiatrici

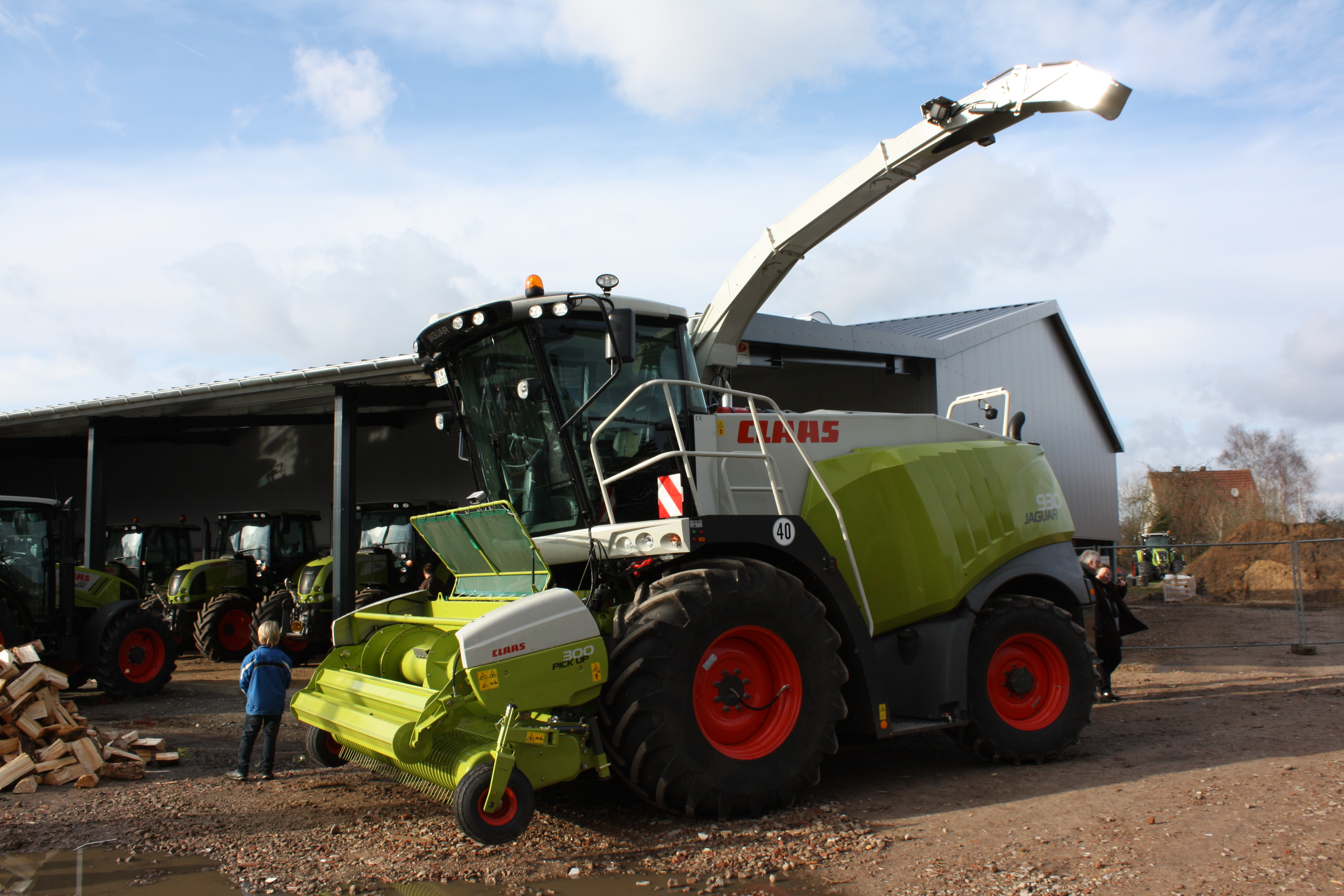
Claas Jaguar 930

Con l'acquisizione della casa fondata nel 1874 da Wilhelm Speiser a Göppingen la Claas dal 1970 ha nel catalogo foraggiatrici. Come successivo sviluppo prodotto nel 1973 viene introdotta la Jaguar. La produzione delle macchine aviene a Bad Saulgau, mentre il montaggio sul veicolo motorizzato avviene a Harsewinkel. Nell'anno 1984 vennero prodotte 6.800 macchine con una quota mercato del 50% in Europa. Nel 2011 vengono vendute 30.000 macchine facendo di Claas il leader mondiale del segmento. La Jaguar è il modello da più lungo tempo prodotto da Claas.

### Raccogli-imballatrice

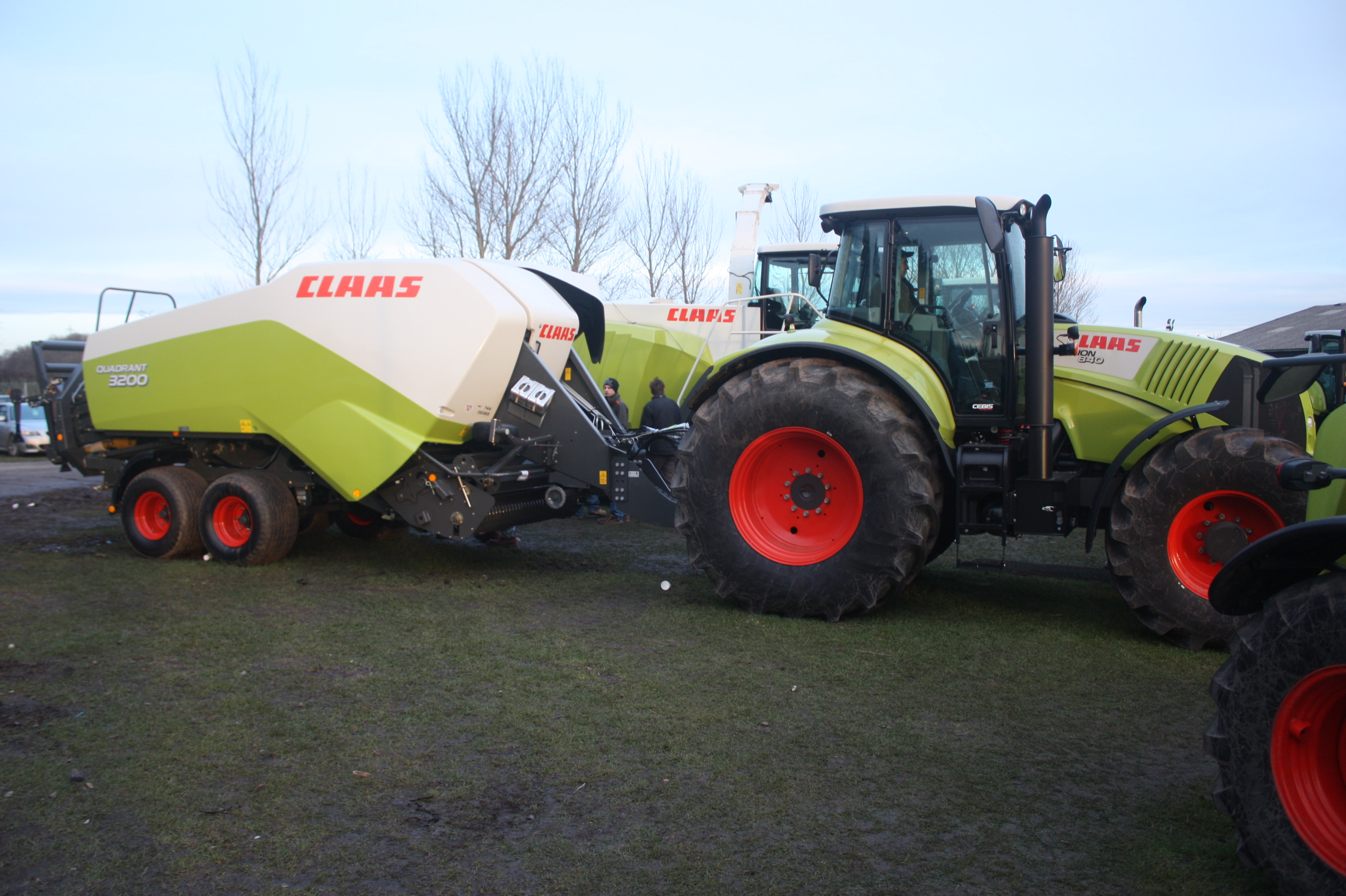
Raccogli-imballatrice a camera prismatica „Quadrant 3200“ trainata da „Axion 840“

- Raccogli-imballatrice a camera prismatica Quadrant
- Raccogli-imballatrice rotoimballatrice Rollant
- Raccogli-imballatrice rotoimballatrice Variant

### Falciatrici

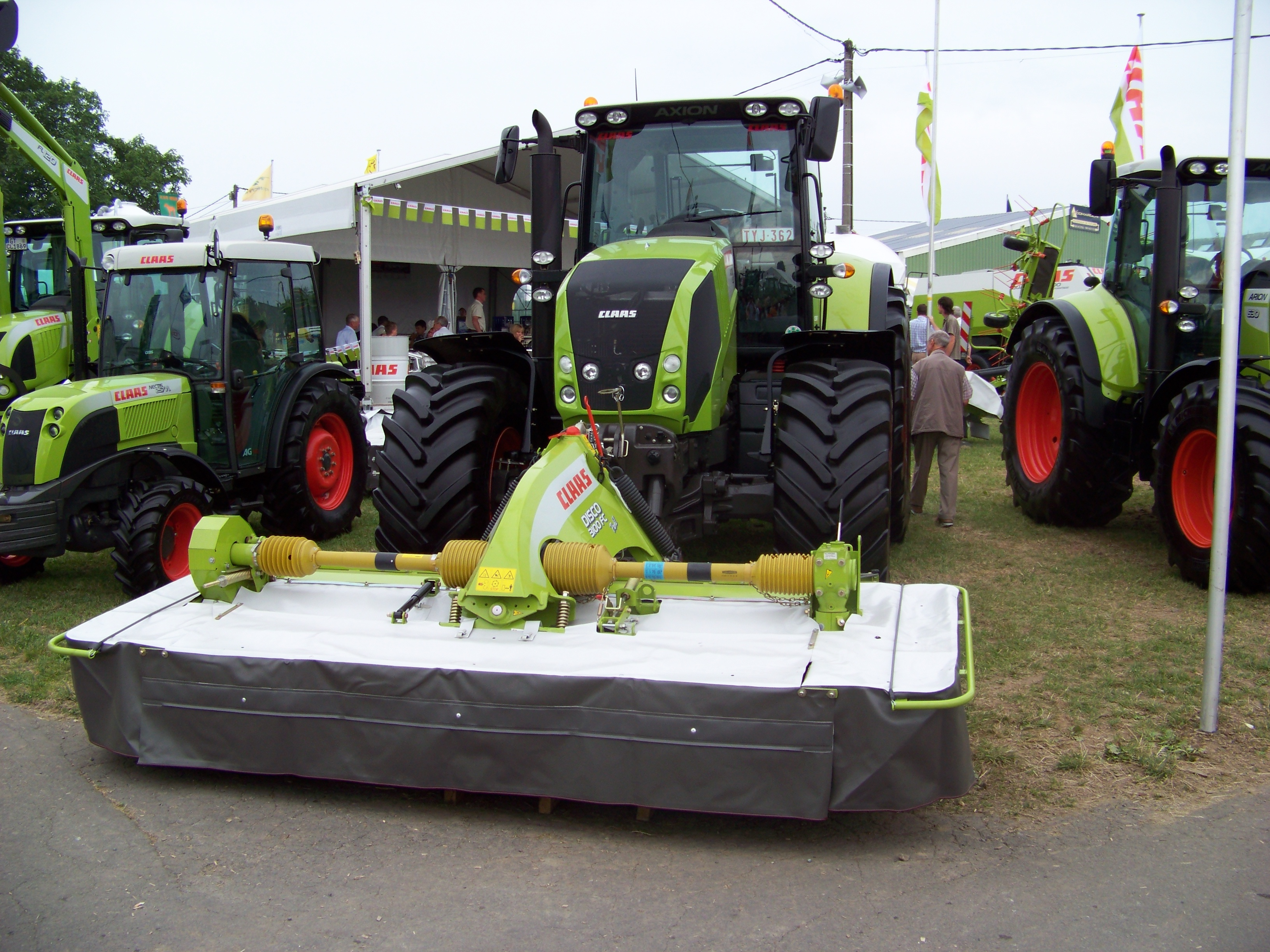
Falciatrice a disco „Disco 3100“ davanti a un „Axion“

- Falciatrice serie Disco
- Falciatrice serie Corto
- Voltafieno serie Volto
- Ranghinatori serie Liner
- Cassoni da carico serie Cargos

## Modelli storici
- “Libbethken” legatrice di paglia (1907)
- Mietitrebbia trainata (1930)
- Pressa imballatrice (1934-36)
- Columbus (1946)
- Europa (1952)
- Pressa imballatrice (1962)
- Matador (1963)
- Comet - Cosmos - Corsar - Consul (1967)
- Protector - Mercator - Senator (1972)
- Jaguar 60SF (1973)
- Jaguar 80SF (1975)
- Jaguar 70SF (1976)
- Rollant (1976)
- Serie Dominator (1978)
- Serie Jaguar 600 (1983)
- Serie Commandor
- Serie Dominator S (1987)
- Quadrant (1988)
- Serie Lexion (1995)
- Serie Dominator VX (1998)
- Serie Medion - Serie Jaguar 900 (2000)
- Trattori Serie Ares, Xerion (2005)